# Tour-en-Sologne
Tour-en-Sologne är en kommun i departementet Loir-et-Cher i regionen Centre-Val de Loire i de centrala delarna av Frankrike. Kommunen ligger i kantonen Bracieux som tillhör arrondissementet Blois. År 2022 hade Tour-en-Sologne 1 133 invånare.

## Befolkningsutveckling
Antalet invånare i kommunen Tour-en-Sologne
| Referens: INSEE |